# ドイツ皇帝

ドイツ皇帝旗(1871-1888)

ドイツ皇帝旗(1888-1918)

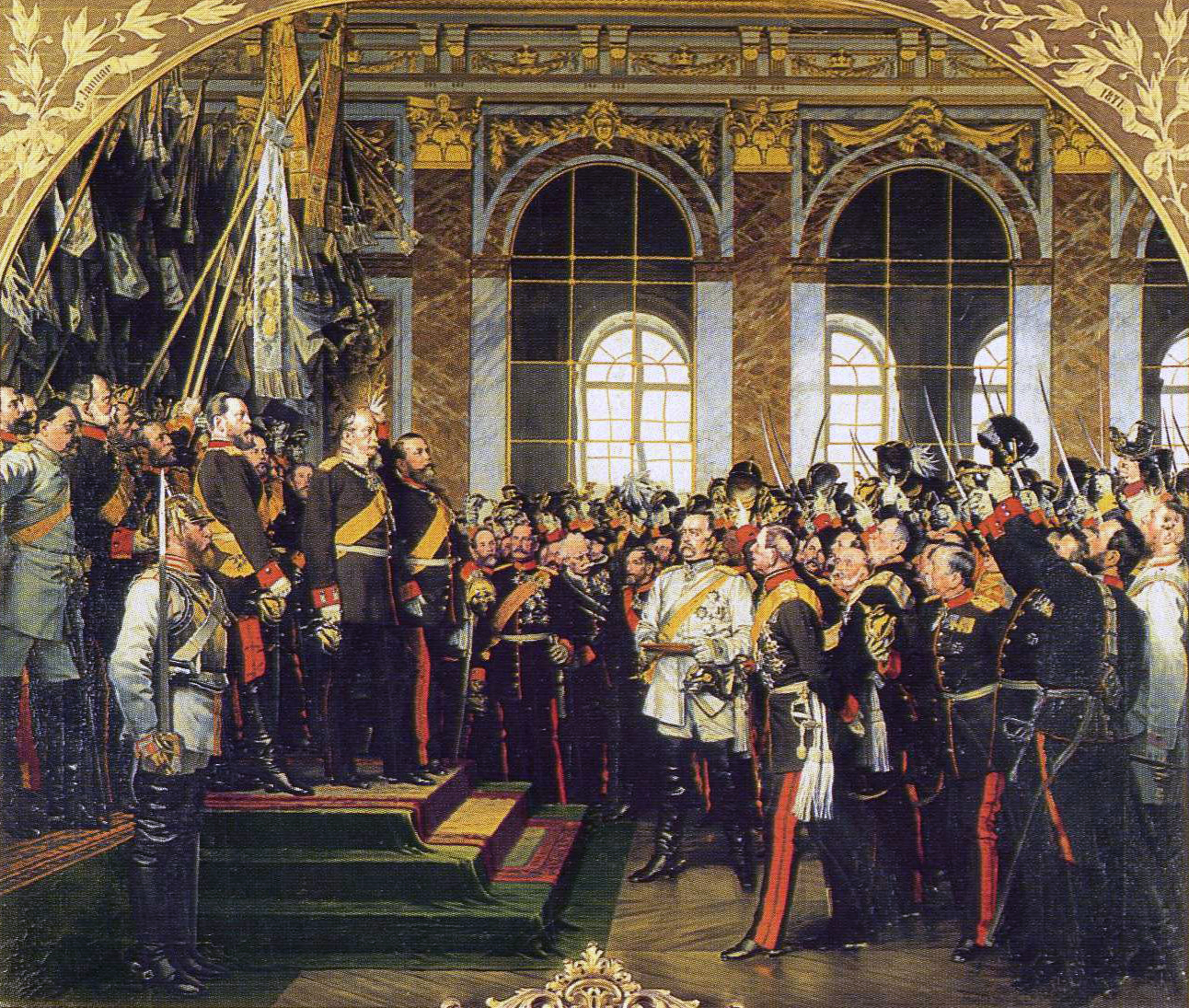
フランス・ヴェルサイユ宮殿の鏡の間でドイツ皇帝として宣言するヴィルヘルム1世

ドイツ皇帝（ドイツこうてい、ドイツ語: Deutscher Kaiser）は、1871年1月18日のプロイセン国王ヴィルヘルム1世の皇帝宣言に始まり、1918年11月18日のヴィルヘルム2世の公的な退位で終わった帝政ドイツの元首及び最高権力者である。ドイツ皇帝を称したヴィルヘルム1世、フリードリヒ3世、ヴィルヘルム2世の3人は、いずれも物的同君連合（Realunion）におけるプロイセン国王であった。

## 起源
ドイツ皇帝の称号は、1806年に消滅した神聖ローマ帝国君主の公式称号である「ローマ王」ないしは「神聖ローマ皇帝」に拠ったもので、その称号からも明らかに神聖ローマ帝国君主が意識されている。
プロイセン王フリードリヒ・ヴィルヘルム4世は1849年に1848年革命で誕生したフランクフルト国民議会からドイツ皇帝（Kaiser der Deutschen「ドイツ人の皇帝」）に指名されているが、この時にはフリードリヒ・ヴィルヘルム4世は民主的なフランクフルト憲法を嫌って戴冠を拒否していた。
1871年に南ドイツ諸王国が北ドイツ連邦に加わると、北ドイツ連邦はドイツ国（ドイツ語：Deutsches Reich）と名を改め、同時に北ドイツ連邦主席はドイツ国の皇帝となった。北ドイツ連邦主席およびドイツ皇帝には、ビスマルク憲法に従い、連邦諸侯の中でもっとも力のあったプロイセン国王が就いた。

## ヴィルヘルム1世の皇帝即位と皇帝称号受容
当初、ヴィルヘルム1世は自分はドイツ人よりもまずプロイセン人であるとして、ドイツ皇帝の称号を名乗ることに強く抵抗し、ドイツ連邦の全諸侯が同意してやっと皇帝に即位し皇帝の称号を名乗ることになっても、なお第一にプロイセン国王であることにこだわりつづけた。ヴィルヘルム1世は「大統領」（Präsident）もしくは「全ドイツ皇帝」（Kaiser von Deutschland）と呼ばれることを望んだが、「大統領」の呼称については、南ドイツのバイエルンやヴュルテンベルクの国王が自身よりも高次の称号を持つ者にのみ従いたいとしていたため、外交儀礼上からいって不適切であり、また「全ドイツ皇帝」だと、1866年の普墺戦争敗北によりドイツ連邦から外されたものの、依然オーストリアを領有することから自国をドイツに属すると考えているオーストリア＝ハンガリー帝国と、称号をめぐって摩擦を生じる可能性があった。
そのためオットー・フォン・ビスマルクは、ヴィルヘルム1世に「ドイツ皇帝」（Deutscher Kaiser）という妥協的な称号を名乗るよう迫る一方、外交圧力とヴェルフ家資金から捻出した賄賂とを用いて、南ドイツ最大の王国であるバイエルンの国王ルートヴィヒ2世にいわゆる「皇帝書簡」を書かせ、その中でヴィルヘルム1世に対し「ドイツ皇帝」を名乗るよう要請させた。そして皇帝戴冠式の際、バーデン大公フリードリヒ1世が、最初に「ヴィルヘルム皇帝万歳」と、何の皇帝であるかを明示しないまま高唱したことで、ようやくヴィルヘルム1世の抵抗を回避するにいたった。
皇帝戴冠式は1871年1月18日、ドイツ連邦軍が占拠中のヴェルサイユ宮殿鏡の間にて行われた。ヴィルヘルム1世は就任演説の中で、消滅した神聖ローマ帝国との関連に触れているが、神聖ローマ・ドイツ両帝国の皇帝に直接の継続性があるわけではない。

## 公式称号
ドイツ皇帝はホーエンツォレルン家による地理的拡張と支配地の多様性の影響により膨大な称号と主張の称号を有していた。ここでは例としてヴィルヘルム1世の公式称号を挙げる。
ヴィルヘルム1世皇帝にして国王陛下、神の恩寵による、ドイツ皇帝及びプロイセン国王；ブランデンブルク辺境伯、ニュルンベルク城伯、ホーエンツォレルン伯；シュレージエン及びグラーツの独立君主にして首位の公爵；ニーダーライン及びポズナンの大公；ザクセン、ヴェストファーレン、エンゲルン、ポンメルン、リューネブルク、ホルシュタイン及びシュレースヴィヒ、マクデブルク、ブレーメン、ゲルデルン、クレーフェ、ユーリヒおよびベルクの公爵、ヴェンド人、カシューブ人、クロッセン、ラウエンブルク、メクレンブルクの公爵；ヘッセンとテューリンゲンの方伯；オーバー/ニーダーラウジッツ辺境伯；オラニエ公；リューゲン、オストフリースラント、パーダーボルン、ピルモント、ハルバーシュタット、ミュンスター、ミンデン、オスナブリュック、ヒルデスハイム、フェルデン、カーミン、フルダ、ナッサウ、メールスの侯爵；ヘンネベルクの独立君主の伯爵；マルク、ラーフェンスベルク、ホーエンシュタイン、テクレンブルク、リンゲン、マンスフェルト、ジグマリンゲン、フェリンゲンの伯爵；フランクフルトの領主。

## 歴代皇帝 (1871年 – 1918年)
| 君主名                                                                 | 生没年月日                               | 即位          | 退位                  | 補足                  | 家系                 | 画像                          |
| ---------------------------------------------------------------------- | ---------------------------------------- | ------------- | --------------------- | --------------------- | -------------------- | ----------------------------- |
| ヴィルヘルム1世 - 大帝 - ドイツ語: Wilhelm I. Kaiser Wilhelm der Große | 1797年3月22日 – 1888年3月9日（90歳没）   | 1871年1月18日 | 1888年3月9日          | 初代                  | ホーエンツォレルン家 | William I, German Emperor     |
| フリードリヒ3世                                                        | 1831年10月18日 – 1888年6月15日（56歳没） | 1888年3月9日  | 1888年6月15日         | ヴィルヘルム1世の息子 | ホーエンツォレルン家 | Frederick III, German Emperor |
| ヴィルヘルム2世                                                        | 1859年1月27日 – 1941年6月4日（82歳没）   | 1888年6月15日 | 1918年11月18日 (廃位) | フリードリヒ3世の息子 | ホーエンツォレルン家 | William II, German Emperor    |